# Starly
Starly (ムックル, Starly? Mukkuru in de originele Japanse versie) is een van de honderden Pokémon die er bestaan. Starly was een van de Pokémon die al bekend was voordat Pokémon Diamond en Pearl uitkwam in Japan.
De Japanse naam Mukkuru is een mix van de woorden witwang-spreeuw (椋鳥, mukudori?) en een Japans woord dat vogelzang uitdrukt (クルクル, kurukuru?).
Starly lijkt op een spreeuw, vandaar dat hij tot de groep spreeuw-Pokémon behoort. Net als echte spreeuwen, leven deze Pokémon in luidruchtige groepen.
In het begin van Pokémon Diamond en Pearl worden de speler en zijn/haar vriend ook aangevallen door twee Starly.
Starly is vergelijkbaar met Pidgey, Hoothoot, en Taillow, omdat deze makkelijk te vinden is in het spel en een vlieg-type is. Daarom wordt deze ook wel de Sinnoh-versie van Pidgey, Hoothoot, en Taillow genoemd.
Starly evolueert in Staravia op level 14. 

## Biologie

### Fysiologie
Starly is een vogel met een bruinachtig-grijs gekleurd lichaam. De onderste delen van zijn vleugels zijn, net als zijn hoofd, zwart. Zijn gezicht lijkt alsof hij een wit masker op heeft, met zwarte ogen met witte pupillen en een dunne oranje bek met een zwarte punt. Op zijn borst is er een witte vlek. Starly heeft oranje poten en drie staartveren: twee zwarte met een witte in het midden. Bovenop Starly's kop zit een kleine veer-kuif die uitgroeit tot een enorme hanekam als hij zijn laatste evolutie heeft bereikt.

#### Verschillen in geslacht
De witte plek op het voorhoofd van een vrouwtje is kleiner. De verdeling mannelijk/vrouwelijk is 50/50.

#### Speciale eigenschappen
Hoewel ze klein zijn, wordt er gezegd dat ze met grote kracht met hun vleugels kunnen slaan.
Starly lijkt een zeer scherp zicht te hebben, en bezitten de eigenschap Keen Eye, waardoor zijn zicht door niets gehinderd kan worden.

### Gedrag
Starly zijn zeer zelfvoldane Pokémon, zoals de meeste Flying-types. Altijd cool en rustig, ze zijn ook zeer sociale wezens, maar kunnen kibbelen als hun groep te groot wordt. Starly's roep is bekend zeer doordringend te zijn.

### Habitat
Starly leven in bossen, wat aanduidt dat ze hun nesten in bomen maken, zoals echte vogels. Ondanks dit worden ze vaker gevonden in de grasvelden bij kleine dorpjes. Ze hebben territoria, maar niet zo groot als hun geëvolueerde vormen.

### Dieet
Starly jagen op kleine insect Pokémon. Ze lijken ook een overeenkomst te hebben met de Yache Berry, waar ze vaak mee gevonden worden. Dit kan komen doordat deze vrucht ijsaanvallen verzwakt, waar Starly zwak tegen is. Starly zijn ook al gezien terwijl ze kleine eikelachtige vruchten eten die aan de bosjes op Grotle's rug groeien. De Pokédex omschrijving van Cherubi zegt dat Starly zich soms ook met deze Pokémon voeden.

## Ruilkaartenspel
Er bestaan vier standaard Starly kaarten, met alle vier het type Colorless als element.